# Adolfsström

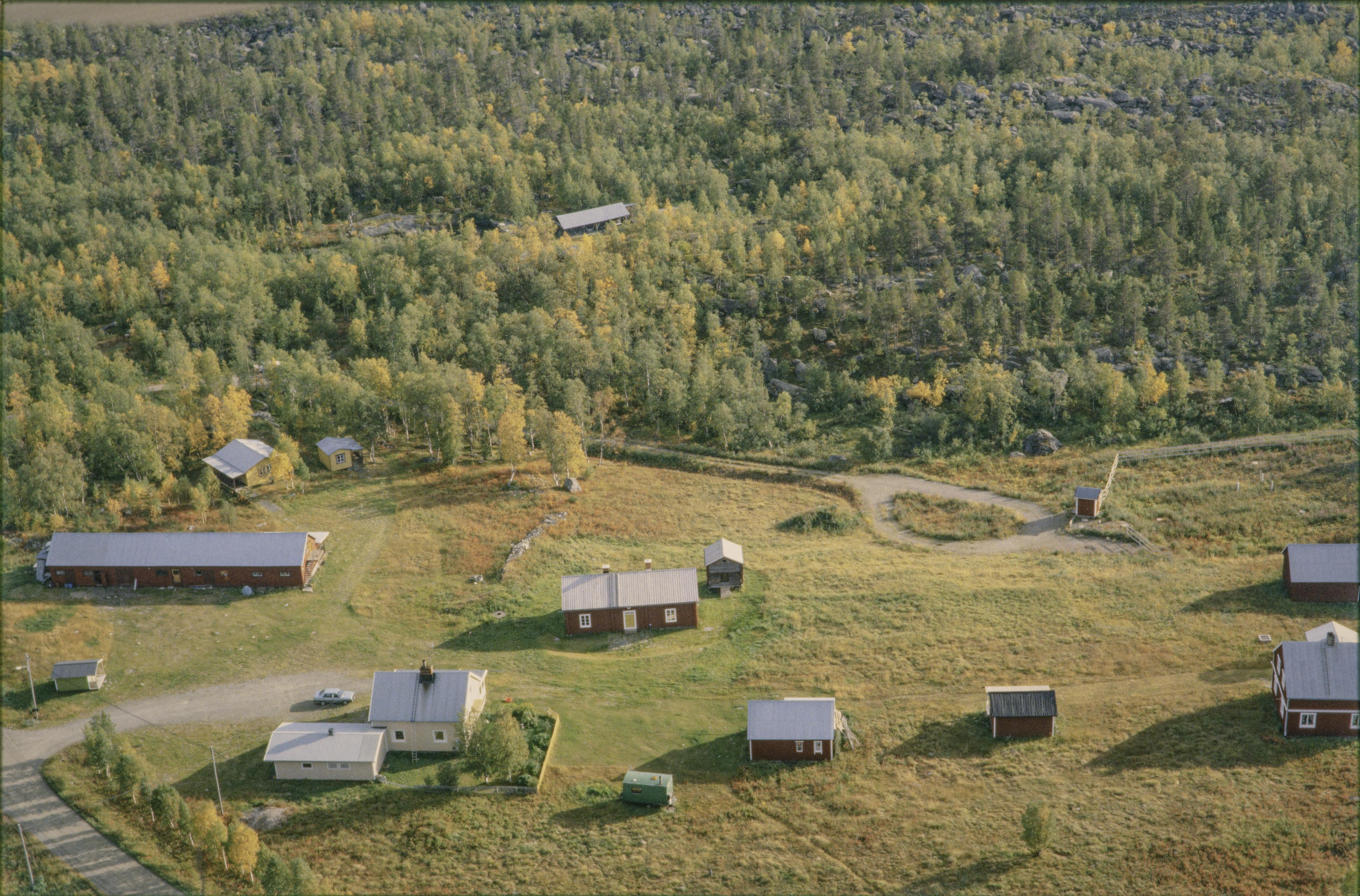
Adolfsström i september 1995.

Adolfsström (även kallad Adolfström) är en by i västra delen av Arjeplogs kommun, vid Laisälven och sjön Iraft (eller "Yraf"). Kungsleden passerar Adolfsström på sin väg mellan Ammarnäs och Jäkkvik, och landsvägen från Laisvall slutar här. 

## Historik
Adolfsström började som brukssamhälle. År 1774 anlades här en hytta för smältning av silver från Nasafjälls silververk, men år 1810 lades den öde efter att gruvverksamheten upphörde. En brand år 1821, som misstänktes vara anlagd, förstörde flertalet av anläggningens byggnader. En byggnad står kvar än idag, den så kallade Majorsgården. Adolfsström låg öde i ett par decennier, innan den förste nybyggaren Jonas Lundmark med familj kom år 1840.  
Byn fick telefonlinje 1922, elektrisk ström 1947 och bilväg 1960.
Idag är Adolfsström främst en turistort.